# 28e cérémonie des American Society of Cinematographers Awards
La 28e cérémonie des American Society of Cinematographers Awards (ASC Awards), décernés par l'American Society of Cinematographers, a eu lieu le 1er février 2014, et a récompensé les directeurs de la photographie du cinéma et de la télévision pour leur travail de l'année précédente.
Les nominations ont été annoncées le 8 janvier 2014,.

## Palmarès
Légende : ACS : Australian Cinematographers Society ; ASC : American Society of Cinematographers ; BSC : British Society of Cinematographers ; CSC : Canadian Society of Cinematographers ; AFC : Association française des directeurs de la photographie cinématographique

### Cinéma

#### Film
- Gravity – Emmanuel Lubezki, ASC
  - Capitaine Phillips (Captain Phillips) – Barry Ackroyd, BSC
  - The Grandmaster – Philippe Le Sourd
  - Inside Llewyn Davis – Bruno Delbonnel, ASC, AFC
  - Nebraska – Phedon Papamichael, ASC
  - Prisoners – Roger Deakins, ASC, BSC
  - Twelve Years a Slave – Sean Bobbitt, BSC

#### Spotlight Award
- Ida – Łukasz Żal et Ryszard Lenczewski
  - Renoir – Mark Lee Ping-Bin
  - Winter Nomads – Camille Cottagnoud

### Télévision

#### Série télévisée de 60 minutes
- Game of Thrones – Valar Dohaeris – Jonathan Freeman, ASC
  - Beauty and the Beast – Tough Love – David Greene, CSC
  - Boardwalk Empire – Erlkönig – David Franco
  - The Borgias – The Purge – Pierre Gill, CSC
  - Dracula – The Blood is the Life – Ousama Rawi, BSC, CSC
  - Game of Thrones – Kissed by Fire – Anette Haellmigk
  - Magic City – The Sins of the Father – Steven Bernstein (en), ASC
  - Sleepy Hollow – Pilot – Kramer Morgenthau, ASC

#### Série télévisée de 30 minutes
- Drunk History – Detroit – Blake McClure
  - Alpha House – Pilot – Matthew J. Lloyd, CSC
  - House of Lies – The Runner Stumbles – Peter Levy, ASC, ACS

#### Mini-série ou téléfilm
- Killing Kennedy – Jeremy Benning, CSC
  - Dancing on the Edge – Episode 1.1 – Ashley Rowe, BSC
  - The White Queen – War at First Hand – David Luther

### Prix spéciaux
- Board of Governors Award : John Wells[4]
- ASC International Award : Eduardo Serra
- Bud Stone Award of Distinction : Beverly Wood
- Career Achievement in Television : Richard Rawlings Jr.
- Lifetime Achievement Award : Dean Cundey